# Cape Enrage Lighthouse

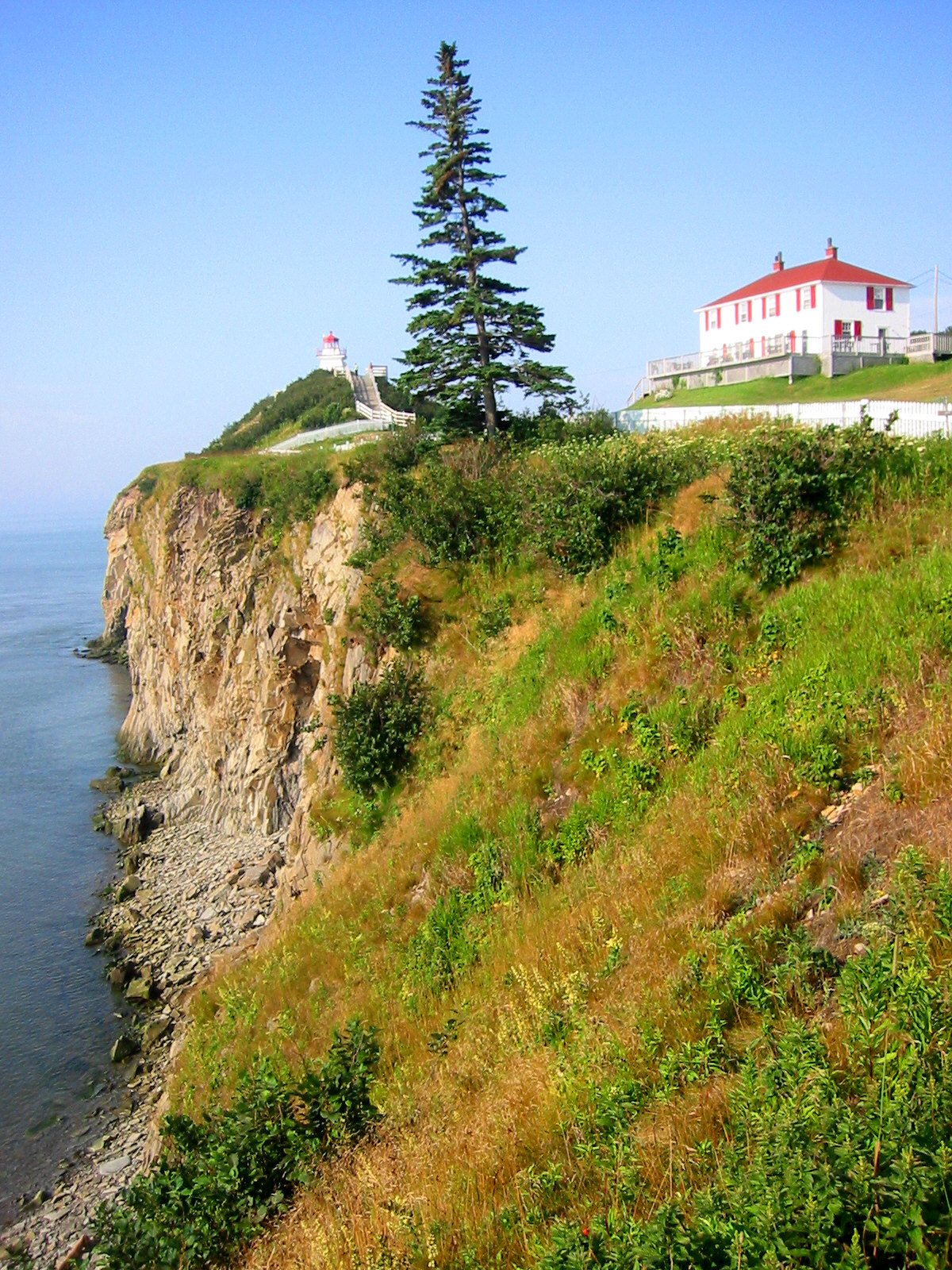
Leuchtturm Cape Enrage an der Steilküste

Das Cape Enrage Lighthouse ist ein Leuchtturm, der sich am Rand der Barn Marsh Island im Albert County in der kanadischen Provinz New Brunswick an einer Steilküste oberhalb der Bay of Fundy befindet. Alma liegt zwölf  Kilometer entfernt im Westen, Moncton 50 Kilometer entfernt im Norden. Der Name Cape Enrage charakterisiert die Lage des Leuchtturms an einem besonders gefährlichen und vom „tobenden Meer“ (englisch: enranged sea) umspülten Kap (engl.: cape). Der Turm ist neun Meter hoch, aus Holz hergestellt, weiß lackiert, mit einer roten Laterne versehen und hat die Form eines Pyramidenstumpfs mit quadratischer Grundfläche.

## Geschichte
Der Leuchtturm wurde im Jahr 1838 errichtet und zählt damit zu den ältesten in Kanada. Er diente der Schifffahrt als Orientierungshilfe in der Bay of Fundy zwischen den Provinzen New Brunswick und Nova Scotia. In seiner Spitze war zunächst ein festes, weißes Licht installiert, das später in eine grüne Warnblinkanlage geändert wurde. Aufgrund der exponierten Lage kam es wegen zahlreicher Stürme in den Folgejahren zu erheblichen Beschädigungen, die zahlreiche und zum Teil umfangreiche und aufwendige Reparaturen notwendig machten. Ab den 1980er Jahren wurde der Turm personell nicht mehr besetzt und lediglich automatisch betrieben.
Aufgrund der beeindruckenden Aussicht auf die Bay of Fundy bis nach Nova Scotia entwickelt sich der Leuchtturm heute zunehmend als Touristenattraktion.

## Galerie

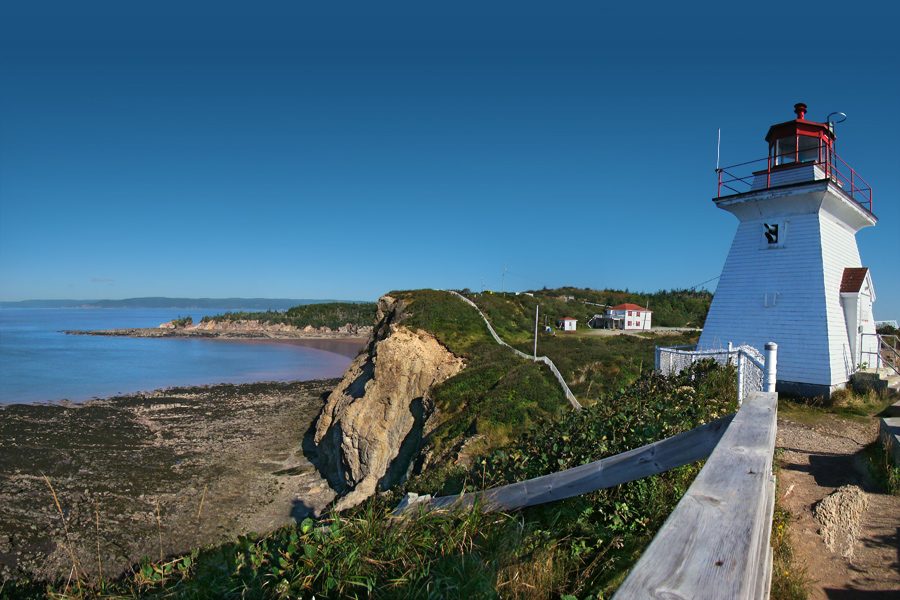
Blick im Sommer zum Cape Enrage Leuchtturm und die Bay of Fundy
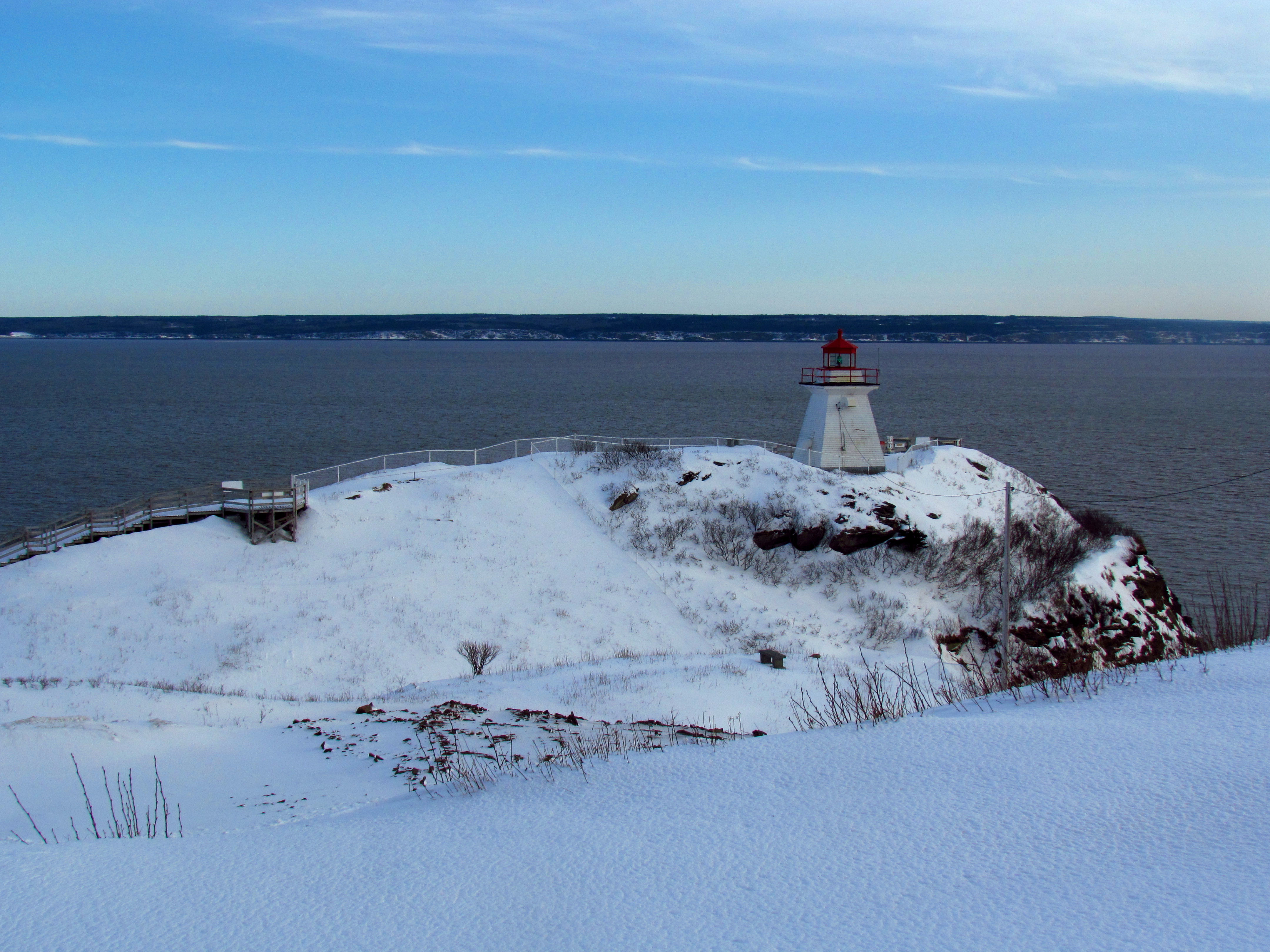
Blick im Winter vom Cape Enrage Leuchtturm in Richtung Nova Scotia